# Mireya Baltra
Mireya Baltra Moreno, född 25 februari 1932 i Santiago, död 17 april 2022 i Santiago, var en chilensk sociolog, journalist och politiker. Hon var minister för arbetsmarknad och social välfärd i Chile juni-november 1972. Hon var Chiles tredje kvinnliga minister.
Hon satt i lokalparlamentet i Santiago 1963-1969 och ledamot av Chiles deputeradekammare 1969-1973. Hon utnämndes till minister för arbetsmarknad och social välfärd i juni 1972. 
Efter militärkuppen i Chile 1973 fick hon liksom andra kvinnliga medlemmar av socialistpartiet order om att anmäla sig hos myndigheterna. Tillsammans med bland andra Gladys Marín, ledare för ungdomsförbundet, senator Julieta Campusano och finansminister Orlando Millas levde hon istället i asyl på Nederländernas ambassad i nio månader. Hon kunde lämna Chile och avresa till Nederländerna 1974. 
Efter kuppen var hon aktiv inom oppositionen mot Pinochet-regimen. Hon återvände till Chile 1987. 